# St. Andreas (Sauerlach)

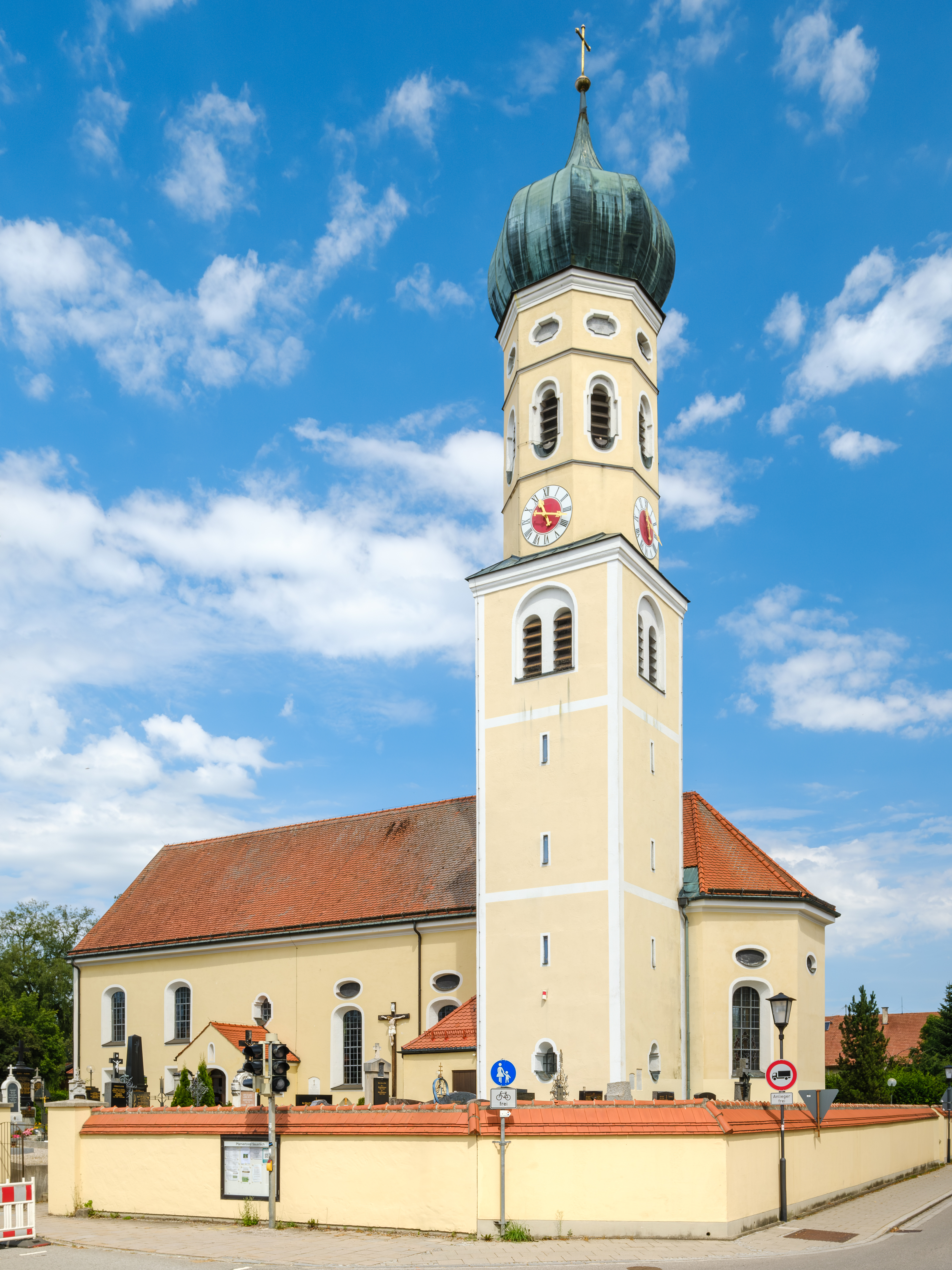
Der Chorflankenturm mit charakteristischer Zwiebelhaube.

Die römisch-katholische Pfarrkirche St. Andreas ist eine barocke Saalkirche in der Gemeinde Sauerlach im oberbayerischen Landkreis München. Zusammen mit St. Michael in Arget (seit 2007) und St. Margaret in Altkirchen (seit 2012) bildet sie den Pfarrverband Sauerlach im Dekanat Ottobrunn des Erzbistums München und Freising.

## Geschichte und Architektur
Schon 799/800 nach Christus wurde eine Pfarrkirche in Sauerlach in den Traditionen des Hochstifts Freising urkundlich erwähnt. Zur Zeit der Synode von Reisbach, auf die sich diese Traditionsnotiz bezieht, wurde die Kirche, die vermutlich zuvor vom Kloster St. Zeno in Isen aus seelsorgerisch betreut wurde, an Bischof Atto von Freising übereignet. Sauerlach wurde damit ausdrücklich zur bischöflichen Kirche. Erst in den Diözesanmatrikeln von 1315 erscheint Sauerlach dann als eigene Pfarrei im Verband des Dekanats Ismaning.

### Die alte Kirche
Vom Grundriss her war die damalige Kirche wahrscheinlich so breit wie heute, im Westen allerdings um acht Meter kürzer. Das Dach muss bereits kurz über den heutigen Fenstern begonnen haben und der Kirchturm entsprach wohl etwa dem der Pfarrkirche St. Margareth in Altkirchen. Überdies müssen die Fenster eher klein gewesen sein, da die Kirche immer wieder als „finster und feucht“ beschrieben wurde. Vermutlich war die Decke des Kirchenschiffs aus Holz und flach. Gegen Ende des 17. Jahrhunderts wurde die Kirche vielfach als baufällig beschrieben. Denkbar ist, dass Dach und Decke im Kirchenschiff morsch und einsturzgefährdet waren.

### Die heutige Kirche
Das heutige Gebäude wurde um 1710 auf der Grundlage der älteren Kirche errichtet, deren noch vorhandene Außenmauer aus Tuffstein möglicherweise wiederverwendet worden war. Die Sakristei wurde auch Anfang des 18. Jahrhunderts erbaut. Eine Erweiterung des Langhauses um acht Meter nach Westen erfolgte in den Jahren 1952/53, zugleich wurde der Kirchturm renoviert. Außerdem wurden die nicht tragenden Pfeiler im Inneren herausgeschlagen, so dass auf den Seiten jeweils noch ein kleiner Gang entstand. Am 27. September 1953 konsekrierte der damalige Erzbischof von München und Freising, Joseph Wendel, das Gotteshaus.
In der Nacht vom 26. auf den 27. August 1991 brach hinter dem Hochaltar aus nicht geklärten Ursachen ein Feuer aus, das sich schnell ausbreitete und im Inneren der Kirche verheerenden Schaden anrichtete. Der Brand entwickelte eine enorme Hitze, die sich unter der Decke das Kirchenschiff entlang bis zur Empore weiterfraß und auch die neue Orgel der Firma Jann erfasste, die erst vor vier Jahren installiert wurde. Hochaltar, Orgel, die beiden Seitenaltäre und viele Figuren wurden entweder ein Raub der Flammen oder schwer beschädigt. In der Pfarrkirche konnte daraufhin erst im September 1992 wieder ein Gottesdienst gefeiert, der Hauptaltar gar erst im Sommer 1994 aufgestellt werden. Am 23. Dezember 1994 wurde schließlich auch eine neue Orgel installiert, 1000 Pfeifen, der komplette Spieltisch und die Vergoldung des ansonsten erhalten gebliebenen Gehäuses mussten ersetzt werden.
Die Kirche ist ein barocker Saalbau mit eingezogenem Polygonalchor und einem mächtigen Chorflankenturm im Südosten, der mit einem oktogonalem Aufbau und einer charakteristischen Zwiebelhaube abgeschlossen ist. Das Gebäude ist als Baudenkmal unter der Listennummer D-1-84-141-4 in der Bayerischen Denkmalliste aufgeführt.

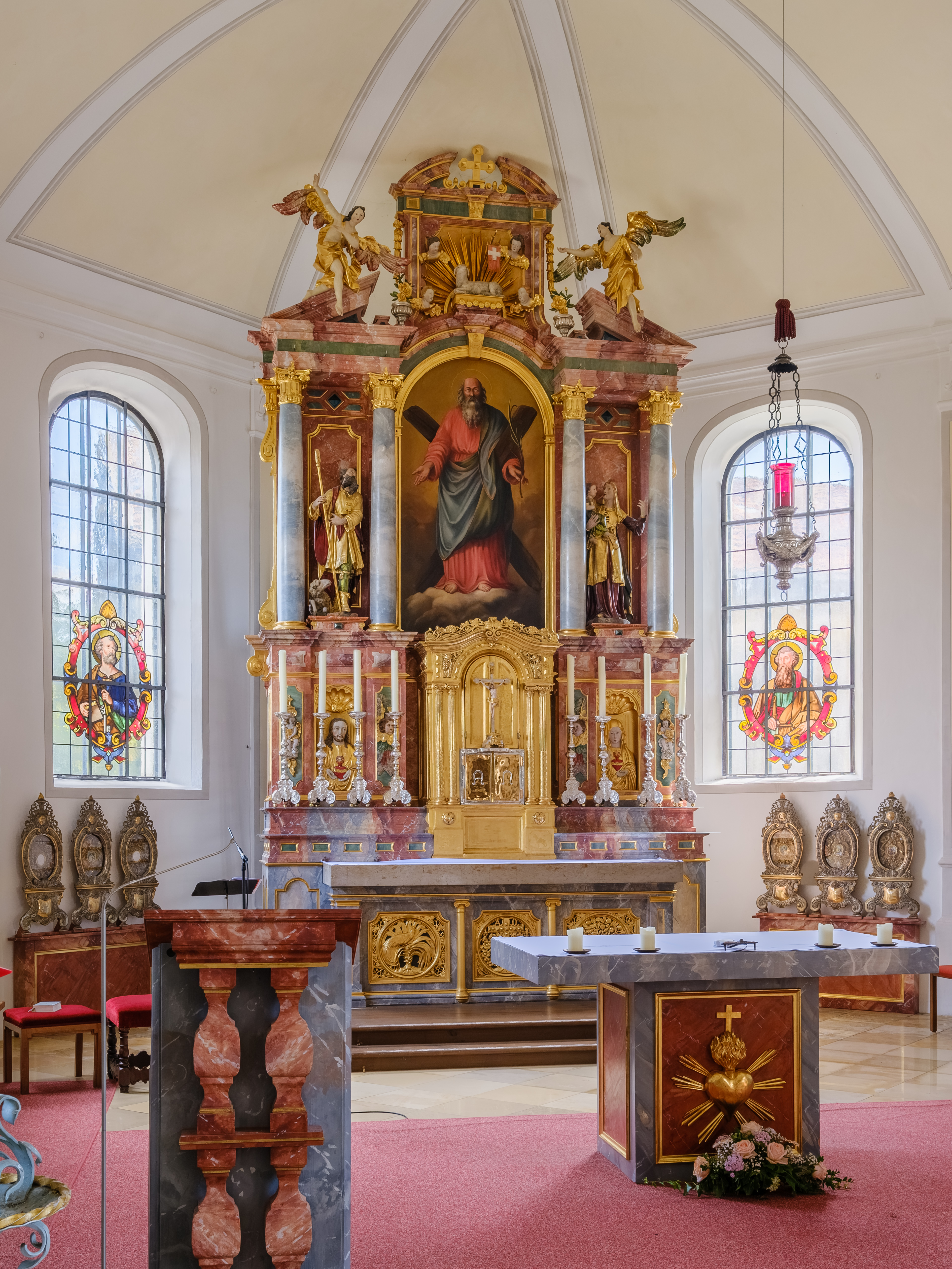
Blick auf den Hochaltar
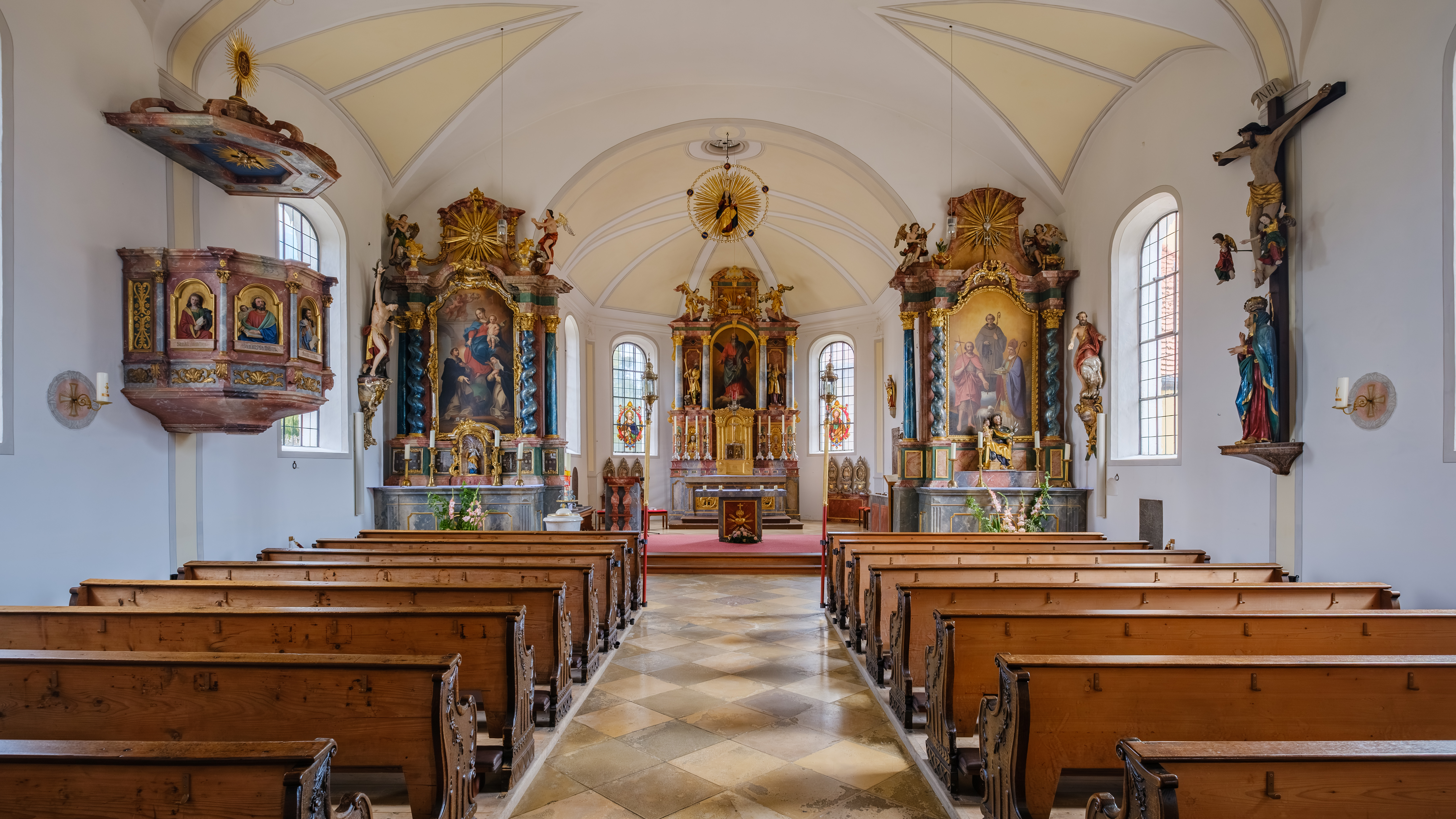
Blickrichtung Hochaltar
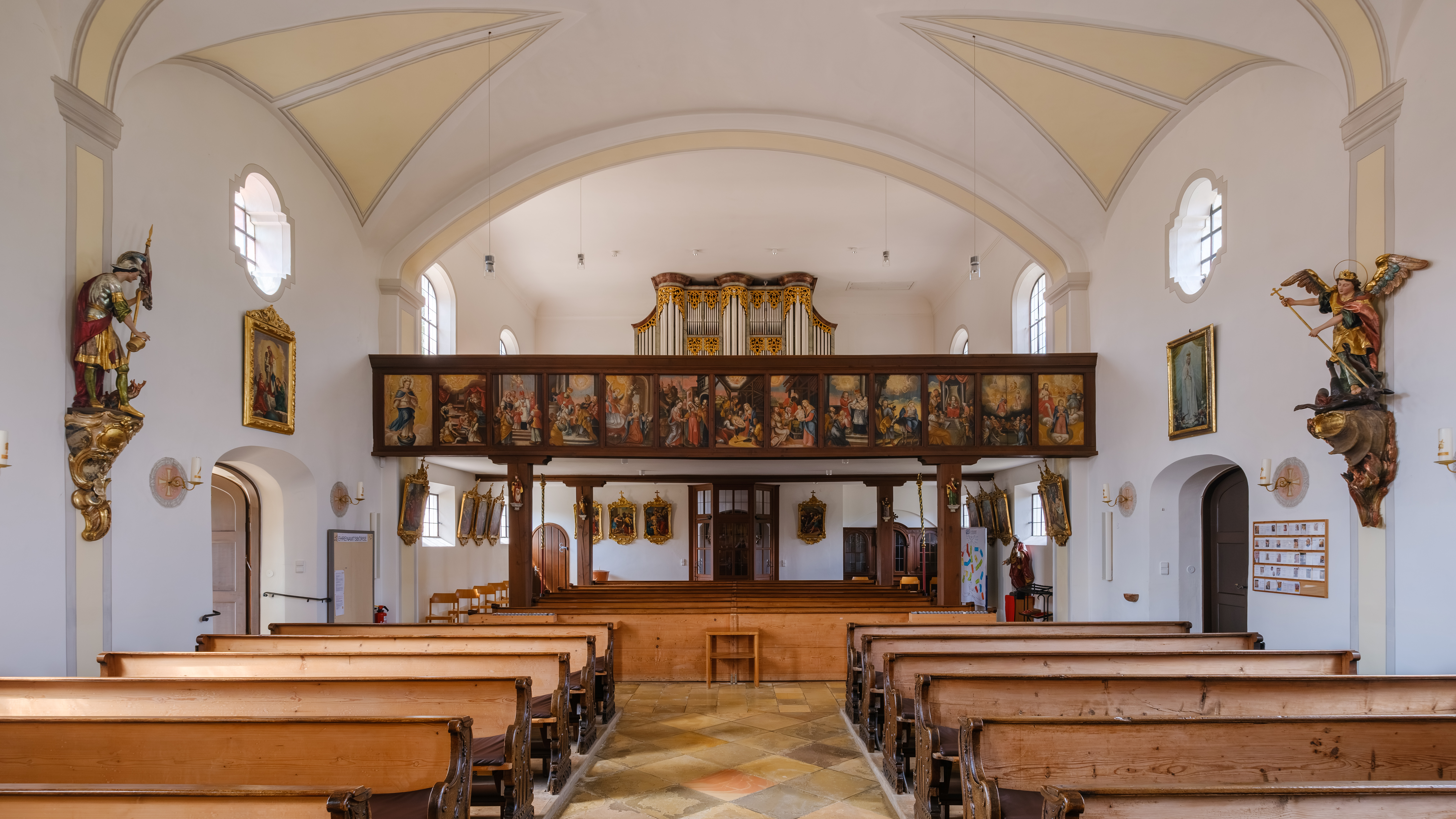
Blickrichtung Empore mit Kreuzgang und Emporenmalerei

## Belege
1. ↑  Cozroh-Codex (BayHStA HL Freising 3a). In: Digitale Bibliothek. Münchener Digitalisierungszentrum, abgerufen am 5. Oktober 2019.
2. ↑  Helmuth Stahleder: Bischöfliche und adelige Eigenkirchen des Bistums Freising im frühen Mittelalter und die Kirchenorganisation im Jahre 1315. In: Oberbayerisches Archiv. Band 104, 1979, S. 179 ff.
3. ↑  Karl Hobmaier: Hachinger Heimatbuch. Oberhaching 1979, S. 180.
4. ↑  Ludwig Wagner: Geschichte der Pfarrei St. Andreas. In: Gemeinde Sauerlach (Hrsg.): Sauerlacher Gemeindearchiv B 322/2. Sauerlach, S. 342.
5. ↑  Karl Hobmair: Hachinger Heimatbuch. Oberhaching 1979.
6. ↑  Otto Freiherr Riederer von Paar: 1200 Jahre katholische Pfarrgemeinde. In: Förderverein Heimatfreunde Sauerlach e. V. (Hrsg.): Sauerlach. Das Tor zum Bayerischen Oberland. Sauerlach 2000, S. 101.
7. ↑  Otto Freiherr Riederer von Paar: 1200 Jahre katholische Pfarrgemeinde. In: Förderverein Heimatfreunde Sauerlach e. V. (Hrsg.): Sauerlach. Das Tor zum Bayerischen Oberland. Sauerlach 2000, S. 108.
8. ↑  Marianne Mehling (Hrsg.): Knaurs Kulturführer in Farbe Oberbayern. München 1981, S. 207.

Koordinaten: 47° 58′ 19,7″ N, 11° 39′ 0,4″ O